# Antonio Luigi Lombardini
Antonio Luigi Lombardini (Cocquio-Trevisago, 9 dicembre 1904 – 19 marzo 1970) è stato un politico italiano, eletto nella I legislatura della Repubblica Italiana alla Camera.

## Biografia
Dirigente d'azienda, impegnato in politica con la Democrazia Cristiana Nel 1948 venne eletto alla Camera dei deputati nella I legislatura della Repubblica Italiana nella circoscrizione Como-Sondrio-Varese. A Montecitorio fu membro della Commissione industria e commercio-turismo. Concluse il proprio mandato parlamentare nel 1953.
Morì il 19 marzo 1970, all'età di 65 anni.